# Natriumnitrit
Natriumnitrit är en oorganisk förening med den kemiska formeln NaNO2. Den utgörs av ett vitt till gulaktigt kristallint pulver, som är mycket lösligt i vatten och hygroskopiskt.

## Framställning
Saltet framställs genom behandling av natriumhydroxid med blandningar av kvävedioxid och kväveoxid.
2 NaOH + NO2 + NO → 2 NaNO2 + H2O
Processen är känslig för närvaro av syre, vilket kan leda till bildning av varierande mängder av natriumnitrat.

## Användning
Den huvudsakliga användningen av natriumnitrit är för industriell produktion av organiska kväveföreningar. Andra användningsområden finns inom fotografering och som en elektrolyt i processer för elektrokemisk slipning.
Natriumnitrit tillsätts i små mängder via saltlaken för en produkt. Som livsmedelstillsats har natriumnitrit E-nummer E 250 och tillsätts i charkuterivaror och färdiglagade portioner (Findus, Dafgård, Felix, Billys). Det är ett omdiskuterat ämne där djurförsök har visat att natriumnitrit ökar risken för cancer. Det tillåts därför inte av Krav.
Syftet med att tillsätta natriumnitrit i livsmedel är att bevara färg samt för att förhindra tillväxt av bakterier - då främst Clostridium botulinum vilken bildar botulinum toxin (botox) som kan orsaka den allvarliga sjukdomen botulism.